# Gerard Prent
Pour les articles homonymes, voir Prent.
Gerard Prent, né le 25 décembre 1954 à Amsterdam, est un peintre néerlandais contemporain.

## Biographie
Né en 1954 à Amsterdam, Gerard Prent étudie l'art à l'Académie Gerrit Rietveld (1973-1978) ainsi qu'à l'Académie royale des beaux-arts d'Amsterdam (1978-1980). Ses premières toiles utilisent de grands champs colorés et vivants, souvent placés dans des cadres divergents. Dès le début de sa carrière, il montre une préférence pour les grands formats carrés pour ses tableaux.
Il est chargé de créer des peintures murales dans les nouveaux bâtiments du gouvernement néerlandais, tels que le bureau de douane de Vlissingen, les établissements pénitentiaires de Zwolle et Heerhugowaard, et le ministère néerlandais des Affaires étrangères à La Haye. C'est à l'intérieur de ces structures que son travail se développe dans un mode plus anecdotique et allégorique, tout en explorant divers types de médias, submergeant pour l'instant la peinture.

## Prix
- 1979: Willem F.C. Uriotprice, painting
- 1979: Silver medal Dutch Prix de Rome painting category
- 1984: Prix Buning Brongers

## Expositions
- 1982, Brinkman, Amsterdam
- 1986, Bernard Jordan, Paris
- 2001, Anne Barrault, Paris

## Galerie

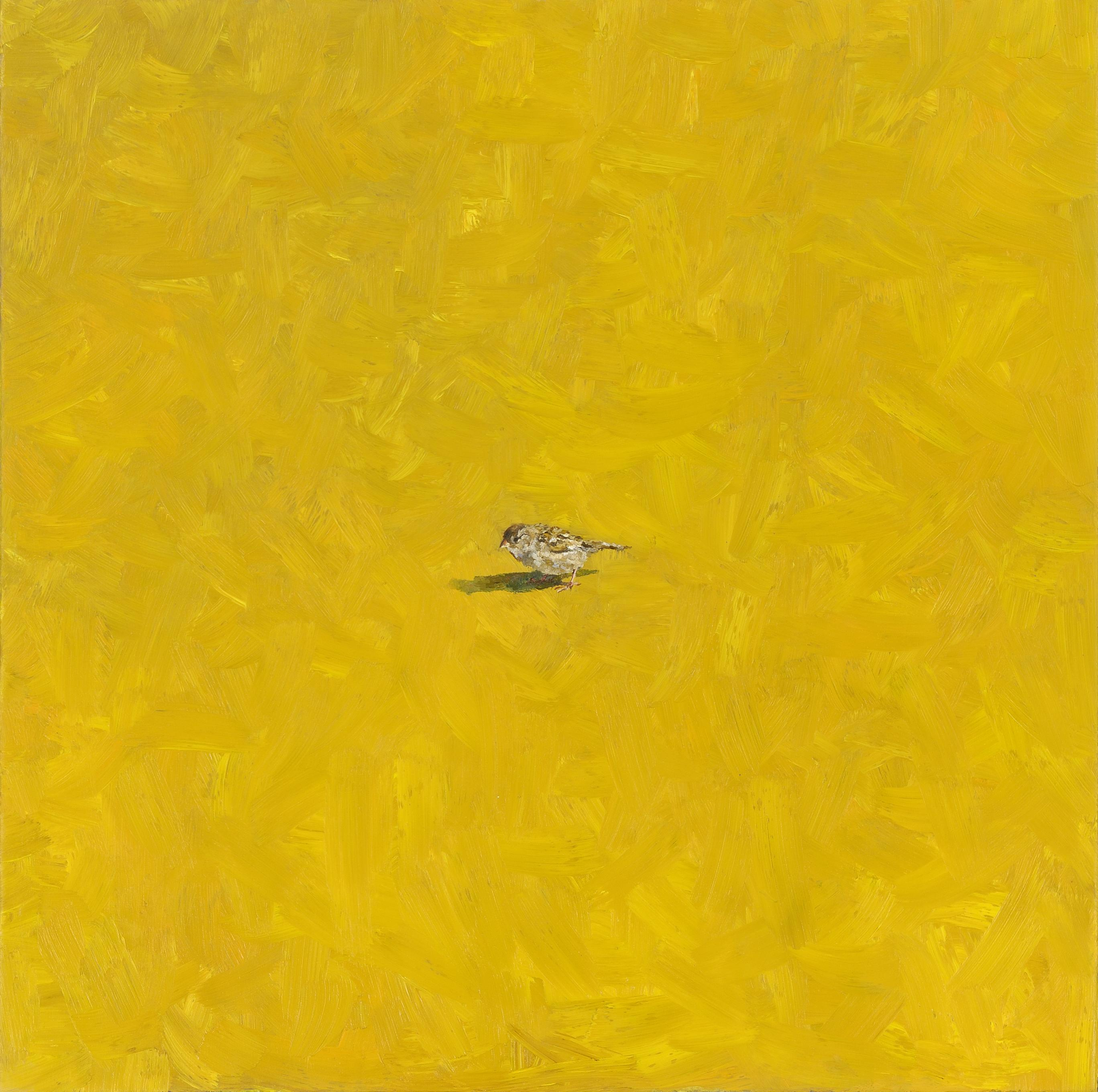
Sans titre, (moineau)2 x 2 mètres
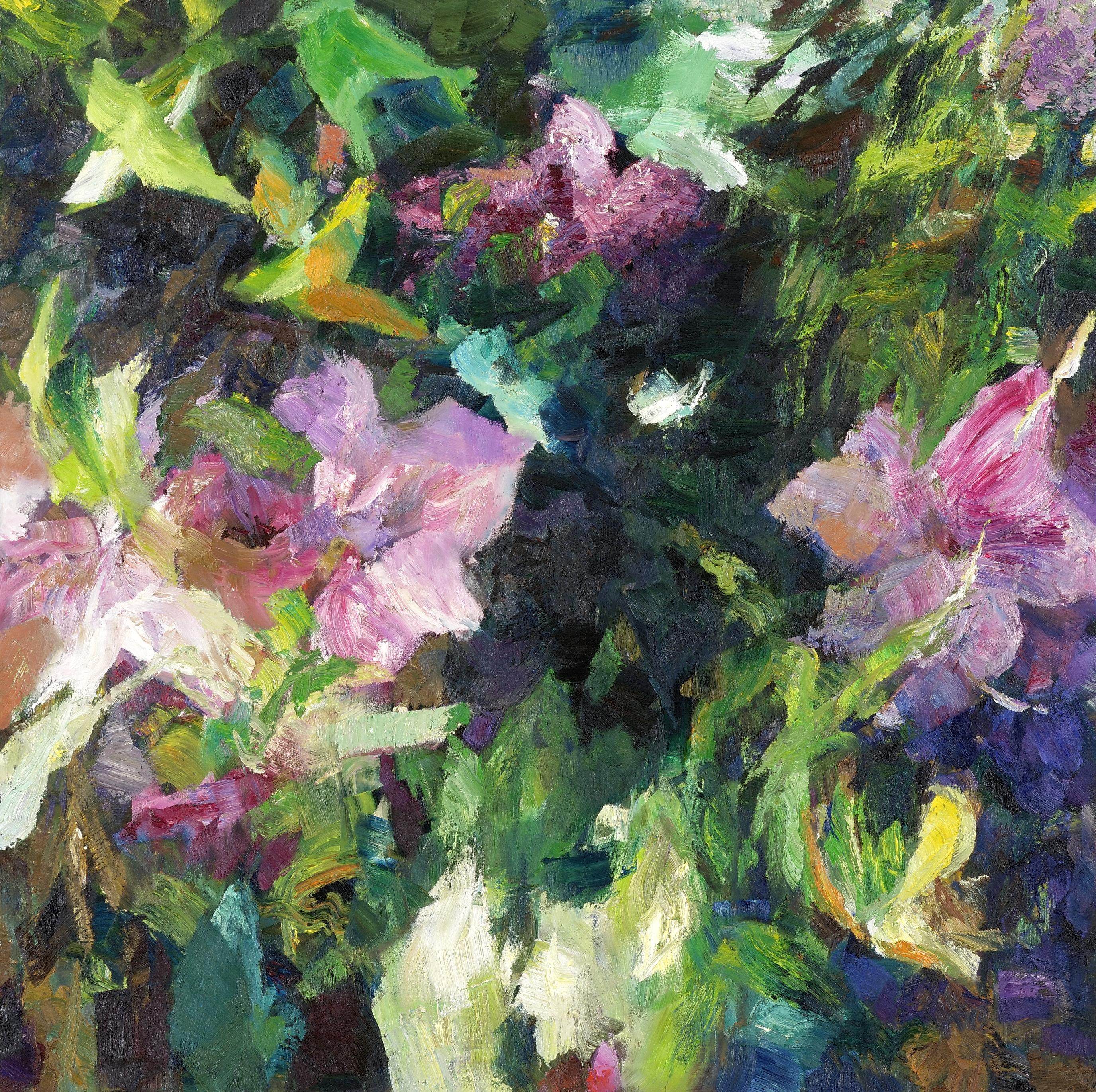
Sans titre, (jardin)2 x 2 mètres